# Disa
Disa é um género botânico pertencente à família Orchidaceae, composto por 172 espécies terrestres da África tropical e setentrional, Madagascar e ilhas próximas. Crescem em ravinas, próximas de quedas d'água, e corredeiras. Seus membros são majoritariamente originários da África e a espécie mais conhecida é a Disa uniflora. Outra espécie muito conhecida é a  Disa bracteata, originária de Perth no oeste da Austrália. O nome deste gênero é uma referência a Disa, heroína da mitologia nórdica feita pelo botânico Carl Peter Thunberg, porém as espécies do gênero são nativas da África e não da Escandinávia.
As Disa crescem a partir de um tubérculo que é às vezes utilizado como adoçante artificial maltodextrinas e podem chegar a noventa centímetros de altura. As flores não ressupinam e brotam em racemos ou são solitárias, com pétalas e labelo pequenos e grandes sépalas vistosas, frequentemente em tons de vermelho.
A maioria das orquídeas é polinizada por apenas um tipo de agente polinizador, no entanto as Disa utilizam-se de quase todos os mais conhecidos tipos de insetos polinizadores os quais forçaram sua evolução formando diversos grupos distintos dentro do gênero. Cada um desses grupos costuma ser polinizado por um tipo de inseto, dentre eles o grupo da  Disa uniflora, polinizado por borboletas Aeropetes tulbaghia (Satyrinae). Outros grupos são polinizados por abelhas, moscas de línguas longas e mariposas..
São plantas raras em cultivo pela dificuldade em prover as condições necessárias, principalmente a composição mineral do solo e alta umidade constante indispensável.

## Tratamento infragenérico
O relacionamento filogenético entre as espécies de Disa, ainda não se encontra esclarecido. No passado muitos foram os gêneros em que se dividiam. Na atualidade existe um tratamento infragenérico, exposto adiante, que reflete a morfologia das plantas mas aparentemente não é suportado por análises moleculares. É possível que no futuro este gênero seja dividido.
Conforme as publicações mais recentes Disa encontra-se dividido em cinco subgêneros:
1. Micranthae, com 23 espécies, cuja espécie-tipo é a D. chrysostachya, caracteriza-se por flores de anteras eretas e presença de calcar pendente na sépala dorsal.
2. Falcipetalum, cuja espécie-tipo é a D. longifolia, com 26 espécies divididas por quatro seções:
  - Disella, com 13 espécies robustas, cuja espécie-tipo é a D. obtusa, são plantas com flores de pétalas falcadas e calcar curto.
  - Intermediae, com 2 espécies robustas, cuja espécie-tipo é a D. galpinii, são plantas com flores de pétalas largas ovaladas e falcadas.
  - Repandra, com 3 espécies robustas, cuja espécie-tipo é a D. cornuta, são plantas com flores de pétalas falcadas, com lobo na base.
  - Aconitoideae, com 8 espécies delicadas, cuja espécie-tipo é a D. aconitoides, são plantas com flores de pétalas falcadas, com calcar muito espesso.
3. Hircicornes, cuja espécie-tipo é a D. hircicornis, com 37 espécies divididas também por quatro seções:
  - Hircicornes, com 16 espécies robustas, cuja espécie-tipo é a D. hircicornis, são plantas com flores de labelo elíptico ou espatulado e calcar longo.
  - Monadenia, com 18 espécies delicadas, cuja espécie-tipo é a D. brevicornis, são plantas com minúsculas flores de rostelo simples, em densa inflorescência. Alguns taxonomistas tratam Monadenia como gênero autônomo.
  - Ovalifoliae, com 1 espécie delicada, D. ovalifolia, de flores com pétalas eretas.
  - Stoloniferae, com 2 espécies, cuja espécie-tipo é a D. stairsii, são plantas de raízes sem tubérculos.
4. Stenocarpa, cuja espécie-tipo é a D. porrecta, com 52 espécies divididas em seis seções:
  - Amphigena, com 4 espécies delicadas, cuja espécie-tipo é a D. tenuis, são plantas com flores pequenas e variáveis.
  - Coryphaea, com 9 espécies, cuja espécie-tipo é a D. sagitalis, dividem-se em dois grupos de plantas heterogêneas.
  - Stenocarpa, com 15 espécies, cuja espécie-tipo é a D. gladioliflora, formado por plantas de flores com calcar na sépala dorsal cujo comprimento é pelo menos igual ao comprimento da sépala. É um grupo muito próximo de Herschelianthe.
  - Herschelianthe, com 16 espécies, cuja espécie-tipo é a D. purpurascens, composta por espécies delicadas, com aparência gramínea, de poucas folhas macias, com inflorescências de poucas flores, geralmente azuladas, com pétalas falcadas e labelo ovalado quase sempre de margens franjadas. Alguns taxonomistas tratam Herschelianthe um gênero autônomo.
  - Emarginatae, com 5 espécies delicadas, cuja espécie-tipo é a D. stachyoides, formado por plantas de flores com calcar horizontal na base, e rostelo alongado na região intermediária.
  - Austroalpinae, com 3 espécies delicadas, cuja espécie-tipo é a D. basutorum, formado por plantas de flores com calcar ascendente e pétalas quadradas.
5. Disa, cuja espécie-tipo é a D. uniflora, com 25 espécies divididas em duas seções:
  - Disa, com 22 espécies, cuja espécie-tipo é a D. uniflora, formado por plantas de flores comparativamente grandes com calcar pequeno ou ausente, e pétalas refletidas.
  - Phlebidia, com 3 espécies delicadas, cuja espécie-tipo é a D. longicornu, formado por plantas de flores solitárias azuis ou brancas com pétalas refletidas.